# 先父遗传
先父遗传（英語：telegony）是一个倍受怀疑的遗传理论。该理论认为，亲代会继承其母亲前任配偶的特征；因此，寡妇和再婚女性的子女有可能携带其前任丈夫的性状。尽管在19世纪名噪一时，但该观点违背现代对遗传和遗传学的认知。基于不同物种进行的实验，均未发现子女会继承母亲前任配偶特征的任何证据，基于人类家庭亲子相似程度的统计调查也否定了该观点。自从20世纪以来就很少有生物学家宣布已经证明先父遗传，并在相关的学术会议上提出。

## 词源
演化论生物学家奥古斯特·魏斯曼使用希腊语中的τῆλε（遥远）和γονος（后裔）二词生造了telegony一词。这一名称还与奥德修斯的幼子忒勒戈诺斯有关，后者出现在古希腊史诗《泰列格尼》（Telegony）中。

## 早期看法
先父遗传的观点可以追溯到亚里士多德。该理论认为，个体的特征不仅继承自其双亲，还继承自曾可导致其母亲怀孕的其他男性。
亚里士多德将此观点解释为自然史，在古代被广为接受，在中世纪重新发现亚里士多德时被再次挖掘出来。
1361年，该观点曾经阻挠了爱德华三世的长子黑太子爱德华与肯特的琼安（曾有婚史）的婚事。当时认为，他们的后代可能并非完全是金雀花王朝的血脉。
叔本华和赫伯特·斯宾塞都还认为先父遗传是可靠的理论；直到现代遗传学出现，该理论才被彻底证伪。希腊神话中关于希腊英雄起源的部分，也深受先父遗传概念的影响。
希腊英雄普遍拥有两位父亲，一个不朽的父亲，一个凡人的父亲。例如忒修斯，同时拥有人类和神两位父亲，在同一天夜里双重受孕。按古典时代对性的理解，精液的混合让忒修斯同时拥有了神与凡人的特征，因此英雄才能非同凡人。在希腊神话中，先父遗传有时还表现为双胞胎：例如卡斯托耳和波鲁克斯，一个是神的儿子也为神，一个是人类国王的儿子也为人。地理学家保萨尼亚斯指出：“就像其他英雄一样，他有两个父亲：一个被他们称为海神波赛冬，一个是人类Cleopompus”。
先父遗传，或更普遍的“产妇印痕”理论，也存在于古以色列。在创世记中，雅各在牧放拉班的羊群时，将剥了皮的树枝插在羊的水槽前，以诱导母羊生产出有纹和有斑的小羊。
华伦提努诺斯底教派信徒更将先父遗传的学说从生理世界延伸到了心理和精神的境界，认为它对女性的影响会深及思维。在拿戈玛第古本中发现的《腓力福音》（Gospel of Philip）里：
|  | 女人若是爱一个男人，她所生的（儿女）将要像他一样：他若是她的丈夫，他们就要像她的丈夫；如果他们是从她行淫所生的，他们就要像那个奸夫。还有一种常有的情况，就是如果一个女人只是因为必须才与他的丈夫同房，而她的心却系于常与她苟合的奸夫，则她的（孩子）生出来也会像那个奸夫。 |

## 19世纪的看法和理论的瓦解
在19世纪，被引用最多的案例是由著名外科医生埃弗拉德·霍姆报告的莫顿伯爵的母马，该案例曾被查尔斯·达尔文所引用。莫顿伯爵先让一匹白色的母马与一匹野生的公斑驴交配，然后再让该母马与一匹白色种马交配，随后出生的后代腿上出现了类似斑驴的奇怪条纹。
尽管奥古斯特·魏斯曼很早就提出过质疑，但是直到1980年代该理论才逐渐淡出了科学界的视野：当时，詹姆斯·科沙·尤尔特在苏格兰和其他在德国和巴西的研究者所进行的一系列实验，均无法找到支持该现象的任何证据。此外，统计学家卡尔·皮尔逊指出，假如先父遗传的理论正确，相同夫妇的次子应更像其父亲，但事实并非如此。现在，生物学家使用显性和隐性等位基因来解释“莫顿伯爵的母马”现象：莫顿所观测到的结果，用现代术语来解释，是子代继承了亲代的隐形基因并表达了性状，而其亲代即母马或种马，携带但不表达该隐性基因。科学家同时表示，真核生物的基因根本不可能被外来基因修改，所以先父遗传纯属子虚乌有。
对于哺乳动物，每个精子和卵子都是单倍体。在受精过程中产生的受精卵是双倍体。哺乳动物的所有体细胞都继承自该双倍体，一半基因组来自精子的生产者（父亲），另一半来自卵子的生产者（母亲）。因此，先父遗传的流言从根本上与我们的遗传学和生殖过程知识不相容。
然而，先父遗传依然对19世纪晚期的种族主义论述产生了影响：该论述认为，曾与非雅利安男性发生性关系并诞下婴儿的女性，不可能再生产“纯种”的雅利安儿童。这一论述后来被纳粹党接纳。

## 近期发展
最近，一位单一作者提出的可能的分子机制，被误以为可以解释所谓的“先父遗传”伪学说。他所提出的机制包括：精子渗透到女性生殖道的体组织中，精子释放出的DNA渗入母体体细胞中，胎儿DNA出现在母体的血液中，外源DNA渗入体细胞中，胎儿细胞和DNA出现在母体血液中，以及精子RNA介导的非孟德尔表观遗传改变。但最后被该作者出来辟谣，来自新南威尔士大学Russell Bonduriansky实验室的研究成员Angela Crean8月份在欧洲生物进化学会2013年会中宣布他们根本就没有涉及先父遗传，更没有提出为先父遗传翻案。他们研究的具体内容可以参见http://www.researchgate.net/profile/Angela_Crean/publications/。上面有他们论文的摘要。（页面存档备份，存于）同一小组在10月份举行的澳洲进化学会的学术会议中也呈现了这份研究结果，同样成为了会后热点。
2014年9月30日，生态学一区顶级期刊Ecology Letters，发表了新南威尔士大学Russell Bonduriansky实验室和格罗宁根大学的最新联合研究结果，发现了在针对澳大利亚蝇类（Telostylinus angusticollis）样本的试验中出现类似先父遗传的现象。同时，论文作者专门在Bonduriansky实验室官网上指出：“But please note that this study is not about humans!”新南威尔士大学Russell Bonduriansky实验室官网（页面存档备份，存于）即此项研究与人类无关！作者在这句话上专门链接了一篇题为“You Are Not a Fruit Fly: Why You Should Side-Eye Science Headlines”You Are Not a Fruit Fly: Why You Should Side-Eye Science Headlines（页面存档备份，存于）的科普文章驳斥把昆虫和人类混为一谈的观点，告诫大家不要被耸人听闻的新闻标题迷惑，误以为人类也存在类似先父遗传的现象。此研究由澳大利亚联邦政府Australian Research Council资助。

## 宗教动机
20世纪末，在俄罗斯的东正教界，先父遗传的观点又有所抬头。2004年，一部名为《贞操与先父遗传：正教会和遗传反演的现代科学》（Virginity and Telegony - The Orthodox church and modern science of genetic inversions）的书出版了。据《真理报》：“这极有可能是正教会想要借助先父遗传来让教民不去打破十诫中禁止通奸的诫令”。

## 脚注
1. ↑  Burkhardt, RW. . Studies in History of Biology. 1979, 3: 1–21  [2013-12-31]. PMID 11610983. （原始内容存档于2019-10-03）.
2. 1 2  Pearson, K. . Science. 1909-10-01, 30 (770): 443–444. doi:10.1126/science.30.770.443.b.
3. ↑  Bynum, Bill. . The Lancet. April 2002, 359 (9313): 1256. doi:10.1016/S0140-6736(02)08200-4.
4. ↑  .   [2013-12-31]. （原始内容存档于2012-11-04）.
5. 1 2  Jan Bondeson, A Cabinet of Medical Curiosities, 1999:159.
6. ↑  Pausanias, Description of Greece x.6.1.
7. ↑  .  26. 1911.
8. ↑  Gospel of Philip, p112. Noted in Robert M. Grant, "The Mystery of Marriage in the Gospel of Philip" Vigiliae Christianae 15.3 (September 1961:129-140) p. 135.
9. ↑  译文来自：小德兰 （页面存档备份，存于）
10. ↑  Darwin, Variation of Animals and Plants Under Domestication (1868).
11. ↑  斑驴是斑马的近亲，现已灭绝。
12. ↑  Moore, John Alexander. . Harvard University Press. 1999-11-01  [2018-11-01]. （原始内容存档于2020-04-25） –Google Books.
13. ↑  Liu YS. "Telegony, the sire effect and non-mendelian inheritance mediated by spermatozoa: a historical overview and modern mechanistic speculations.", Reprod Domest Anim. 2011 Apr;46(2):338-43
14. ↑  Liu, Y. Fetal genes in mother's blood: A novel mechanism for telegony? （页面存档备份，存于） Gene. 2013 Jul 25;524(2):414-6. doi: 10.1016/j.gene.2013.03.061. Epub 2013 Apr 23.
15. ↑  .   [2013-12-28]. （原始内容存档于2013-12-29）.
16. ↑  . XIV Congress of the European Society for Evolutionary Biology.   [2013-12-28]. （原始内容存档于2013-12-28）.
17. ↑  . Deakin University.   [2013-12-28]. （原始内容存档于2013-12-28）.
18. ↑  Could previous lovers influence appearance of future children? http://www.telegraph.co.uk/science/science-news/11133203/Could-previous-lovers-influence-appearance-of-future-children.html （页面存档备份，存于）
19. ↑  Sudakov, Dmitry. . 2007-06-27  [2013-12-31]. （原始内容存档于2014-01-01）.

- 新南威尔士大学Russell Bonduriansky实验室官网：http://www.bonduriansky.net/index.htm（页面存档备份，存于）
- Russell Bonduriansky实验室官网链接的科普文章“You Are Not a Fruit Fly: Why You Should Side-Eye Science Headlines”：http://jezebel.com/you-are-not-a-fruit-fly-why-you-should-side-eye-scienc-1642962758?utm_source=feedburner&utm_medium=feed&utm_campaign=Feed:+jezebel/full+(Jezebel)（页面存档备份，存于）